# Heinz Bergschicker
Heinz Bergschicker (* 10. Oktober 1930 in Leipzig; † 21. August 1989 in Ost-Berlin) war ein deutscher Historiker, Schriftsteller und Journalist.

## Leben

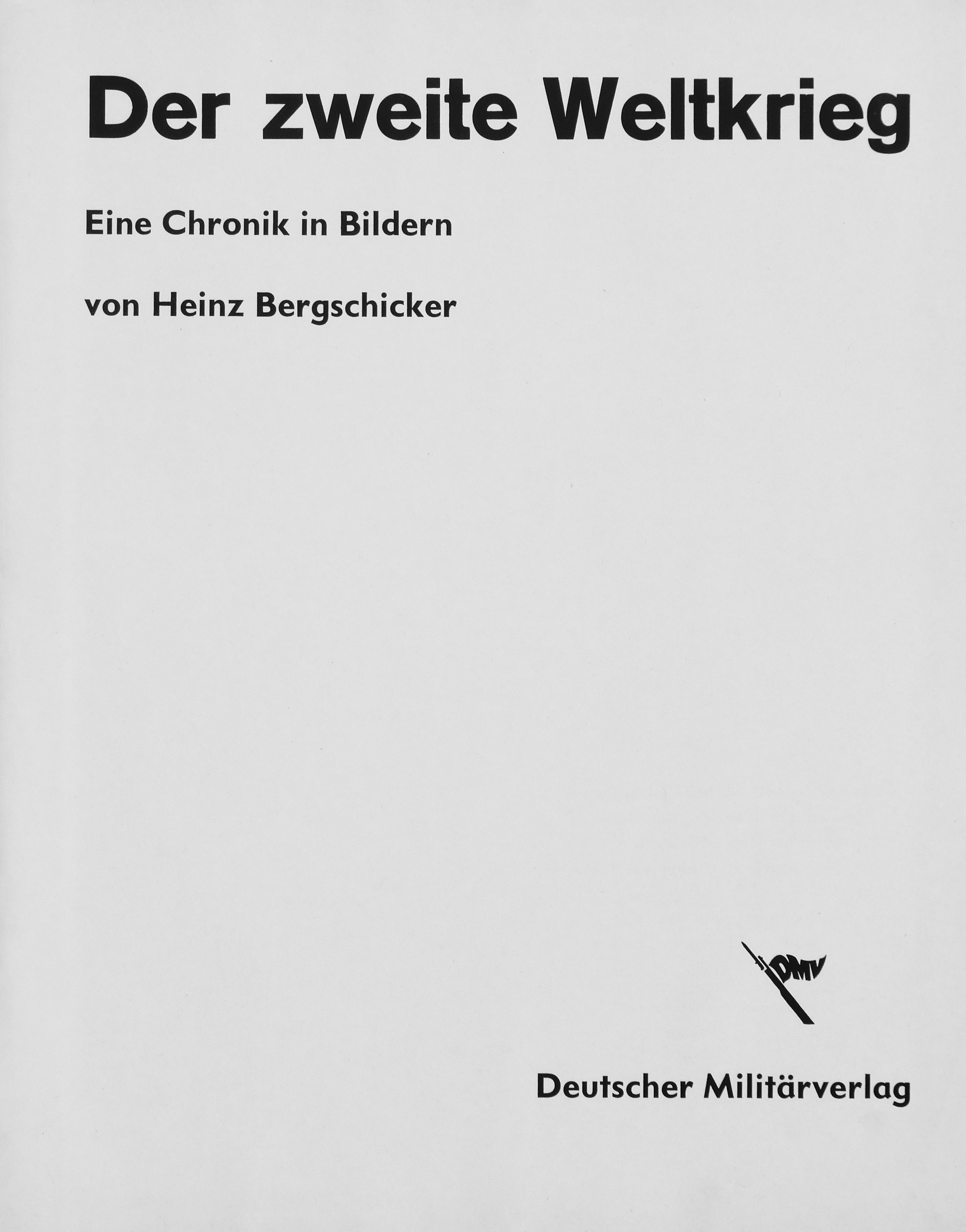
Bildband Der Zweite Weltkrieg

Bergschicker arbeitete für verschiedene DDR-Zeitungen, insbesondere zu Themen der deutschen Geschichte. Im Rahmen dieser Tätigkeit legte er sich ein umfangreiches Bildarchiv an und veröffentlichte mehrere Bild-Text-Bände und Dokumentationen zur deutschen Geschichte des 20. Jahrhunderts. Besondere Anerkennung erhielt er für den Band Deutsche Chronik (1981).
Bergschicker lebte in Berlin-Adlershof. Sein Grab befindet sich auf dem  Friedhof II der Französisch-Reformierten Gemeinde in der Liesenstraße in Berlin-Mitte.

## Auszeichnungen
- 1982 – Lion-Feuchtwanger-Preis der Akademie der Künste der DDR
- 1983 – Ehrenmedaille des Komitees der Antifaschistischen Widerstandskämpfer in der DDR

## Publikationen
- Stalingrad. Eine Chronik in Bildern. Verlag der Nation, Berlin 1960; 2., ergänzte Auflage 1961.
- Der zweite Weltkrieg. Eine Chronik in Bildern. Deutscher Militärverlag, Berlin 1963; 2. Auflage 1964; 3. Auflage 1966; 4. Auflage 1967; 5. Auflage 1968; 6., stark erweiterte und neubearbeitete Auflage 1987.
- Berlin. Brennpunkt deutscher Geschichte. Eine Bilddokumentation. Deutscher Militärverlag, Berlin 1965; 2. Auflage 1967.
- Leningrad. Stadt, die den Tod bezwang. Verlag Kultur und Fortschritt, Berlin 1966; 2., ergänzte Auflage 1967.
- Deutsche Chronik 1933–1945. Ein Zeitbild der faschistischen Diktatur, wissenschaftliche Beratung Olaf Groehler, Verlag der Nation, Berlin 1981; 2., durchgesehene Auflage 1982; 3. Auflage 1985.